# Здзіславиці (Люблінське воєводство)
Здзіславиці (пол. Zdzisławice) — село в Польщі, у гміні Дзволя Янівського повіту Люблінського воєводства.
Населення — 338 осіб (2011).
У 1975-1998 роках село належало до Тарнобжезького воєводства.

## Демографія
Демографічна структура станом на 31 березня 2011 року:
|          | Загалом | Допрацездатний вік | Працездатний вік | Постпрацездатний вік |
| -------- | ------- | ------------------ | ---------------- | -------------------- |
| Чоловіки | 174     | 34                 | 120              | 20                   |
| Жінки    | 164     | 29                 | 80               | 55                   |
| Разом    | 338     | 63                 | 200              | 75                   |